# Filippo Tagliolini
Filippo Tagliolini (Fogliano di Cascia, 1745 - Naples, 1809) est un sculpteur et céramiste italien.

## Biographie

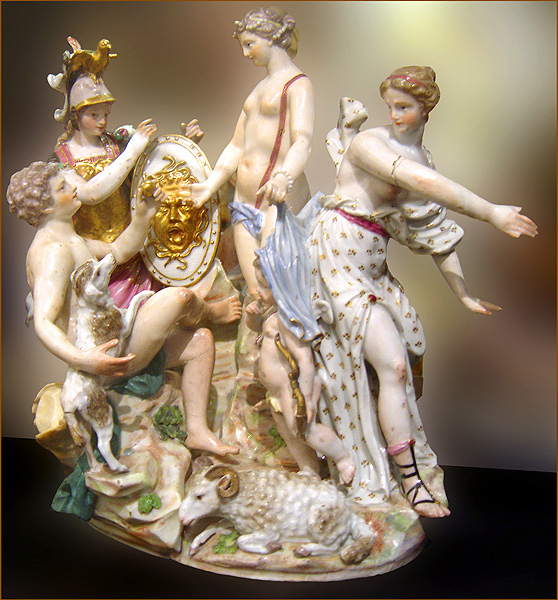
Le Jugement de Pâris, Musées du Capitole).

Né dans un village du Valnerina, près de Cascia, sa passion pour l'art et le désir de s'établir poussent Filippo Tagliolini à se rendre à Rome à l'âge de vingt ans où, en 1766, après un bref apprentissage dans l'atelier de Pietro Pacilli, il remporte le très convoité prix de sculpture de l'Accademia di San Luca. Cette reconnaissance le pousse à s'installer, l'année suivante, d'abord à Venise pour travailler dans l'atelier des frères Cozzi, puis à Vienne, où il travaille comme modeleur dans la manufacture impériale de porcelaine.
Fin 1780-début 1781, déjà suffisamment connu, il est appelé à Naples pour travailler à la Real Fabbrica Ferdinandea (1771-1806), qu'il contribue à renouveler sous la direction de Domenico Venuti et sous le patronage des souverains Ferdinand Ier (roi des Deux-Siciles) et Marie-Caroline d'Autriche. Il y introduit deux innovations : l'usage du biscuit et le néo-classicisme. Il conçoit et modélise personnellement ses créations, assisté de ses élèves, et les signe d'un monogramme.
Parmi ses sculptures les plus célèbres figurent le Jugement de Pâris, composé de 19 pièces, la Chute des géants et L'Éducation d'Achille par le centaure Chiron. Alexandre le Grand chevauchant Bucéphale (1790, collection privée) est une autre sculpture importante, qui représente le roi macédonien Alexandre le Grand chevauchant son légendaire cheval Bucéphale, cabré, probablement armé d'une lance pointée vers l'ennemi.
Filippo Tagliolini meurt à Naples en 1809 à l'âge de 64 ans.
Ses œuvres, plus d'une centaine, sont conservées notamment au musée de Capodimonte à Naples.